# Номенклатура Інґольда
Номенклатура Iнґольда (рос. номенклатура Ингольда, англ. Ingold's nomenclature) — започаткована Крістофером Інгольдом система позначення механізмів хімічних реакцій, що становлять одну чи максимально дві елементарних стадії.
Вона враховує таку інформацію:
- тип реакції: заміщення (позначається символом S, від англ. substitution), приєднання (A, від англ. addition), елімінування (E, від англ. elimination)}. Символ записується першим;
- тип реагенту: нуклеофіл (N), електрофіл (E), радикал (H). Символ записується другим, субскриптом;
- молекулярність реакції: моно- (1) та бі- (2). Число записується третім в основному рядку.

Наприклад, SN1 — мономолекулярне нуклеофільне заміщення, SN2 — бімолекулярне нуклеофільне заміщення, SE1 — мономолекулярне електрофільне заміщення, SE2 — бімолекулярне електрофільне заміщення й ін.